# Furtwänglergletsjer
De Furtwänglergletsjer is een gletsjer op de Kibo, de hoogste vulkaan van de Kilimanjaro in Tanzania. Het bevindt zich ter hoogte van de Western Breach, de grote westelijke bres in de kraterrand. De gletsjer is vernoemd naar Walter Furtwängler, die in 1912 samen met Siegfried König de vierde succesvolle beklimming van de Kibo maakte.
De Furtwänglergletsjer is een relatief jonge gletsjer en ontstond waarschijnlijk rond het jaar 1650, ten tijde van het Maunderminimum. In deze koele en natte periode die ongeveer 50 jaar duurde is het Naivashameer in Kenia bekend met hoge waterstanden en konden op de Kibo gletsjers ontstaan en groeien.  In de periode tussen 1976 en 2000 slonk de oppervlakte van de gletsjer van 113.000 vierkante meters naar 60.000 vierkante meters. Een boorgat voor het nemen van een ijsmonster toonde in februari 2000 een dikte van 9,5 meter aan, in 2009 was de gletsjer de helft dunner. Tussen februari 2000 en oktober 2017 is de gletsjer voor 80% verdwenen, 32% daarvan vond plaats vanaf september 2015.
Sommige onderzoekers vermoeden dat de gletsjer rond 2020 geheel zal verdwijnen.

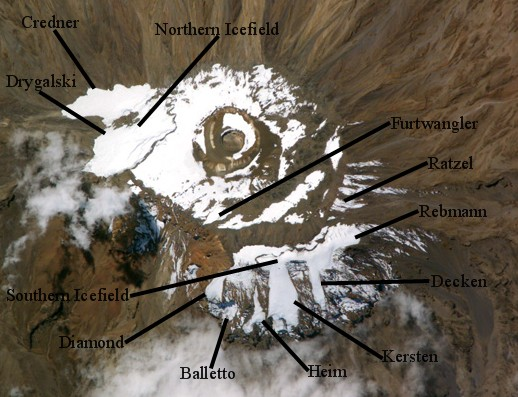
NASA-foto van de gletsjers op de Kibo in 2004